# Parloir aux bourgeois
Le parloir aux bourgeois est un ancien bâtiment de Paris, siège de la municipalité parisienne au XIVe siècle.

## Localisation
Le parloir aux bourgeois était situé sur la montagne Sainte-Geneviève. Il était accolé à l’extérieur du mur de l’enceinte de Philippe-Auguste contre une tour de la fortification, à l’arrière du réfectoire du couvent des Jacobins, actuellement à l’angle nord de la rue Soufflot et de la rue Victor-Cousin.

## Histoire
Au début du XIVe siècle, le siège de la municipalité de Paris, la « corporation des nautes », est situé sur la montagne Sainte-Geneviève après son départ d’un premier parloir situé près du Grand-Châtelet, rue Saint-Leufroy, au lieu-dit « la Vallée de la Misère ».
Le parloir aux bourgeois comprend une grande salle voûtée et une terrasse pavée.
Le parloir aux bourgeois quitte en 1357 cet établissement du Quartier latin pour s’établir dans la maison aux piliers achetée sur la place de Grève par Étienne Marcel (actuel emplacement de l'hôtel de ville de Paris).
Au début du XVIe siècle, l'ancien parloir aux bourgeois est donné par Louis XII aux Jacobins, dont le couvent est situé de l'autre côté de la muraille
.
Préservé jusqu'au milieu du XIXe siècle
, il disparaît alors dans les opérations d'urbanisme qui prlongent les rues Soufflot et Victor-Cousin.

Parloir aux bourgeois
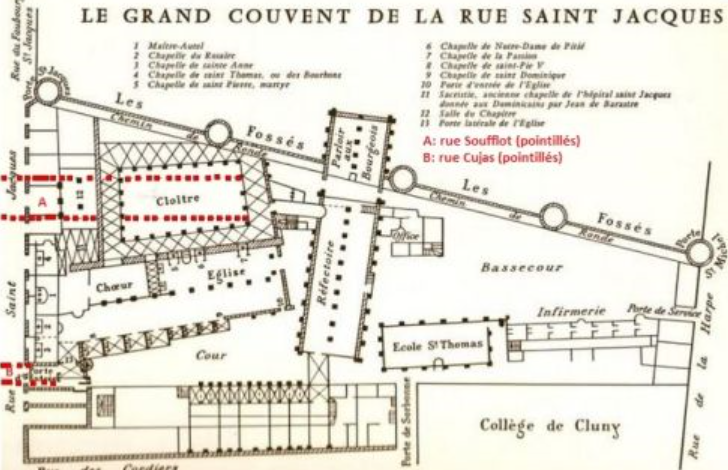
Parloir aux bourgeois, Dictionnaire raisonné de l’architecture française de Viollet-le-Duc.
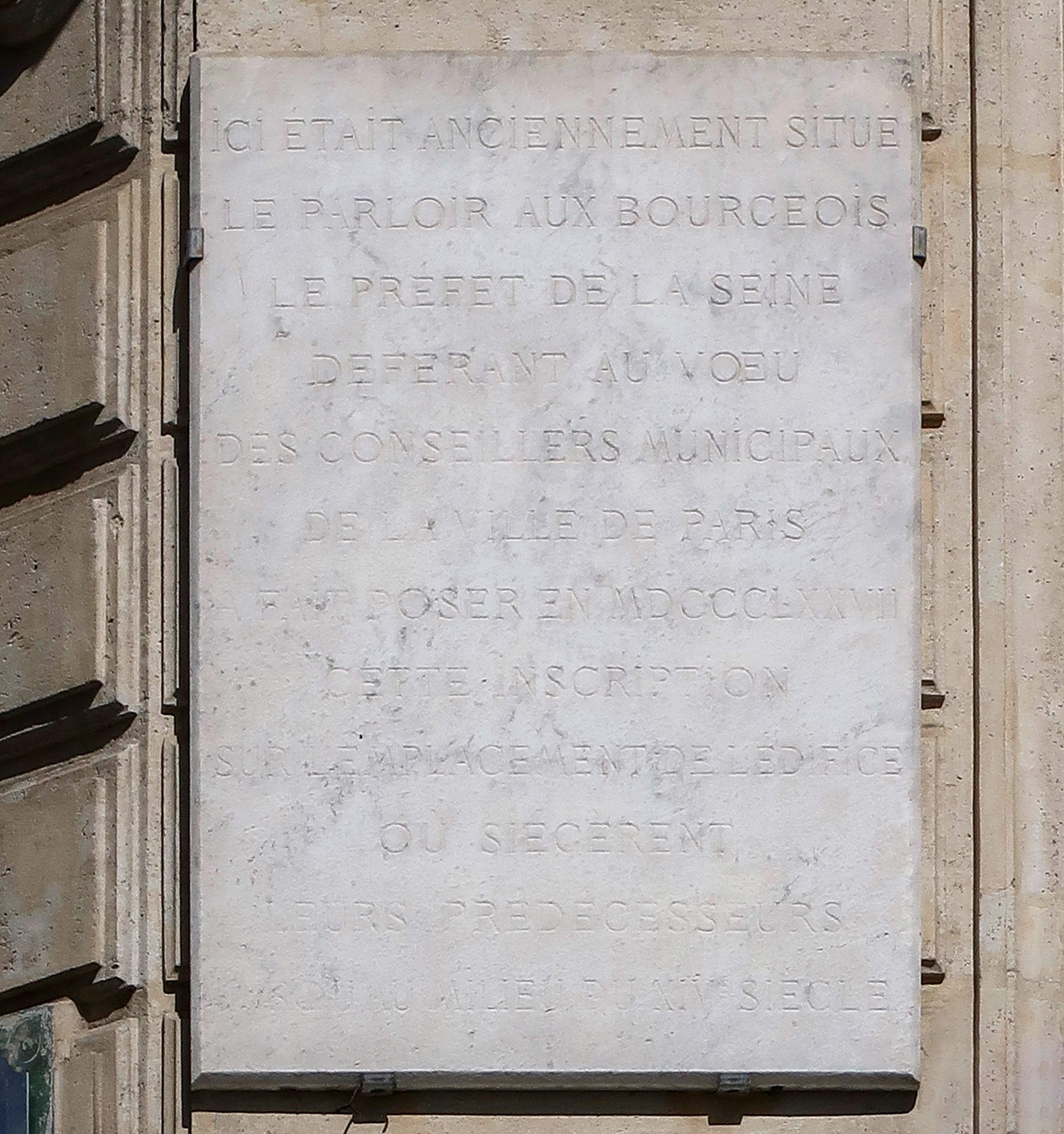
Plaque 20 rue Soufflot, au croisement avec la rue Victor-Cousin.

En 1877, le préfet de la Seine, Ferdinand Duval, fait poser une plaque commémorative toujours visible aujourd'hui : « Ici était anciennement situé le parloir aux bourgeois. Le préfet de la Seine, déferrant au vœu des  conseillers municipaux de la ville de Paris, a fait poser en MDCCCLXXVII cette inscription sur l'emplacement de l'édifice où siégèrent leurs prédécesseurs jusqu'au milieu du XIVe siècle. »
.